# Odărne, Plevna
Odărne (în bulgară Одърне) este un sat în comuna Pordim, regiunea Plevna,  Bulgaria. 

## Demografie
Componența etnică a satului Odărne
     Bulgari (68,95%)
     Turci (28,66%)
     Nicio identificare (2,38%)
     Altele (0,83%)
La recensământul din 2011, populația satului Odărne era de 963 locuitori. Din punct de vedere etnic, majoritatea locuitorilor (68,95%) erau bulgari, cu o minoritate de turci (28,66%). Pentru 2,38% din locuitori nu este cunoscută apartenența etnică.